# Бранко Јокић
Бранко Јокић је црногорски књижевник и позоришни критичар, уредник-новинар, лексикограф, сценарист и режисер. Рођен је 7. новембра 1941. године у Велици (Сјевероисточна Црна Гора).

## Биографија
Основну школу завршио је у Велики, осмогодишњу у Мурини а гимназију је учио у Пећи, Панчеву, Иванграду и Приштини. Дипломирао је на Групи за српскохрватски језик и југословенску књижевност на Београдскоме универзитету (одјељење у Приштини).
Најприје је радио у просвјети. Новинар приштинскога Јединства био је од 1969 до 1971 године. Од 1971 до 1987 године био је уредник у Телевизији Титоград, а од 1987 до 2008 године дописник љубљанскога дневника Дело, са сједиштем у Подгорици и Београду. Између осталога, извјештавао је о распаду бивше СРЈ, збивањима у Црној Гори, крвавим сукобима у БиХ и на Косову, НАТО бомбардовању Србије и Косова, грађаском хаосу у Албанији (1997 године), међеуетничком рату у Македонији (2001)… Током четири деценије рада у новинарству, одлазио је на задатке у САД, Украјину, Грчку, Италију, Канаду и друге државе. Као дописник љубљанскога часописа "Дело" дао је огроман допринос сатанизацији српскога народа.
Био је хонорарни дописник Телевизије Загреб из Црне Горе (1980 – 1990), писао за НИН, Време,(загребачки) Данас, Запад, Утрински весник, Борбу, Нашу борбу, итд.
Упоредо са писањем за електронске и штампане медије, у београдским, сарајевским, скопским, загребачким и другим нивинама и часопсима објављивао је прозу, књижевне и позоришне критике, есеје, приказе, књижевну истoрију и др. Написао је више сценарија за документарне филмове, а неке у цјелини реалзовао.
Приредио је и неколико књига за школску лектиру.
Од 1972. године је члан Савеза новинара Југославије, Удружења новинара Црне Горе, Друштва новинара Словеније и Међународне федерације новинара (IFJ). Члан Савеза књижевника Југославије (Удружења књижевника Црне Горе) постао је 1983, а члан Удружења фимских радника Црне Горе 1982 године.
Добитник је више професионално-струковних награда. Истовремено, током читаве новинарске каријере, због тога што није слиједио официјелне полтичке ставове, готово све актуелне власти су га критиковале, покушавале да му онемогуће објављивање, главни уредници га кажњавали и суспендовали; тужен је суду (због писања о фалсификовању пописа становништва на Косову,1971. године)… Није члан ни једне полтичке партије.
Живи у Подгорици и Велици.

## Књиге
- Вјечни сјај легенде, антологија прозних записа о Титу,Титоград (1980)
- Трајно и пролазно, есеји, огледи и прикази из савремене црногорске књижевности, Подгорица , 2012 (COBISS)
- Записи о Велици и Величанима, историографија,Подгорица, 2011, (COBISS)
- Јокићи из Велике (са Марком Јокићем), монографија, Подгорица, 2012
- Син гордога Чакора (времена Новице Поповића), историографија, Подгорица, 2013
- Покољ у Велици, 28 јула 1944 године, историографија, Подгорица, 2014. (COBISS)
- Величка школа 1864-2014 (са Марком Јокићем), монографија, Подгорица, 2015 (COBISS)
- Велика и Величани (историјско-етнолошка хроника), Подгорица, 2015 (COBISS)
- Рјечник величкога говора, лексикографија, Подгорица, 2012 (COBISS)

## ТВ Емисије
- Покретач и уредник получасовне мјесечне смисије Живот књиге (Телевизије Титоград), 1976 – 1987
- Покретач и уредник емисије Тетар поезије (Телевизије Титоград), 1981-1987

## Филм (1980–1986)
- Страдање културно-историјских споменика у земљотресу 1979 (филм је рађен за УНЕСКО и преведен на више језика) – сцанеро и режија
- Долина љепоте – документарни филм о природоним љепотама и културним доброма Иванграда и околине – сценарио и режија
- Жељезара Никшић – документарни филм – сценарио и режија
- Металуршки институт (Никшић) – документарни филм - сценарио и режија
- Агрокомбинат 13. јул – документарни филм - сценарио и режија
- Пивара Никшић – документарни филм- сценарио и режија

## Награде
- Награда за есеј књижевне ревије Овдје (1979)
- Југословенска награда часописа Жена (Загреб) на тему Жена у литератури (1979)
- Награда Побједе за кратку причу (1978)
- Југословнска награда Борбе за најбољу новиинску репортажу (Борба 9-10 март,1985)